# Patín sobre ruedas tradicional

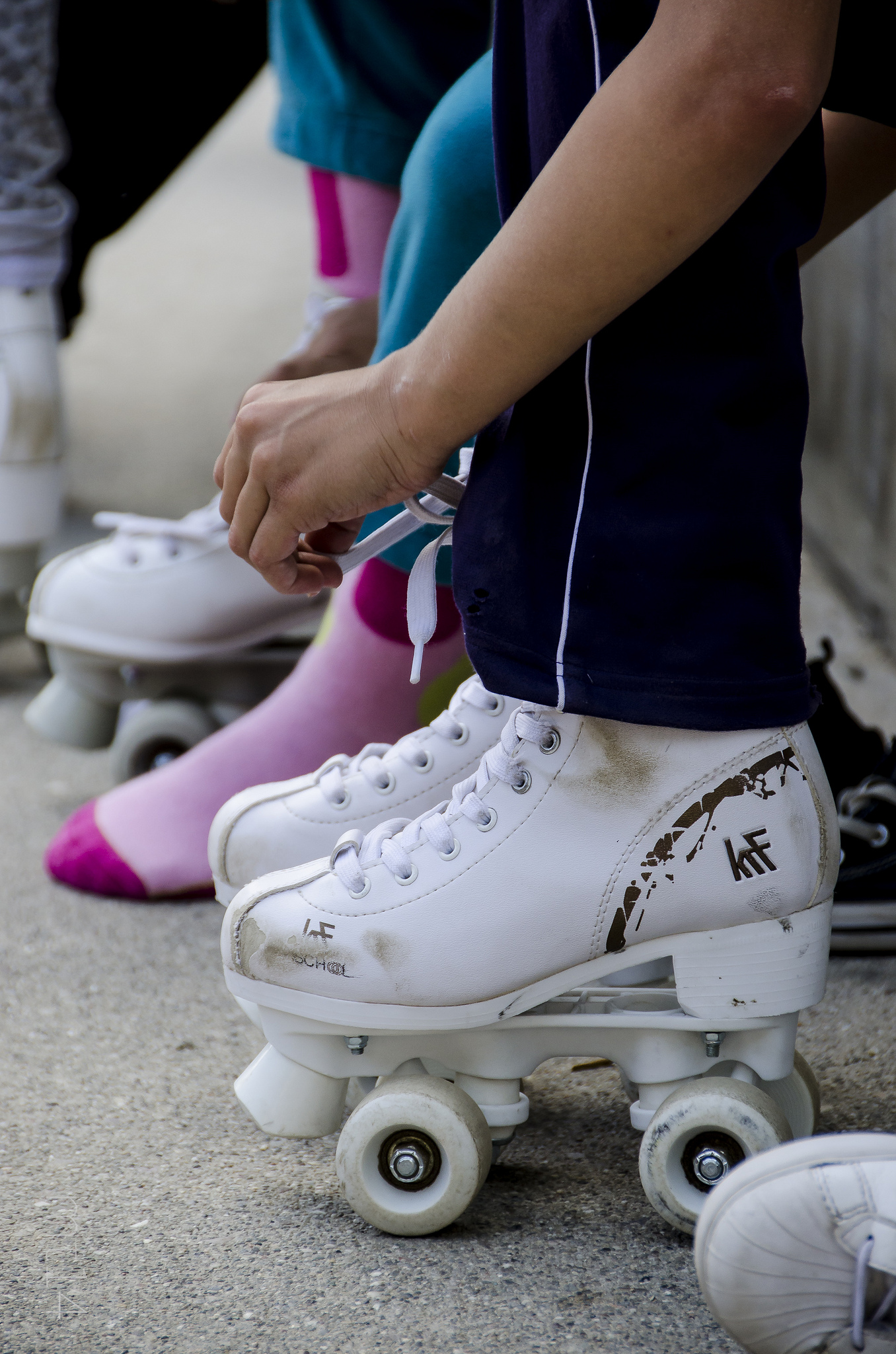
Patines tradicionales

El patín sobre ruedas tradicional es un tipo de patín sobre ruedas en el que las ruedas se distribuyen en grupos de dos, compartiendo un eje, teniendo por lo cual cuatro ruedas cada patín, dos delante y dos detrás. Los ejes del patín están unidos a una plantilla, que puede ser metálica, o de fibra sintética, que les permite articularse, admitiendo una gran variedad de movimientos. Esta plantilla cuenta con un freno en la parte delantera, que suele ser de caucho o goma, y está atornillado a esta. A su vez la plantilla se encuentra atornillada a la bota, que suele contar con unos refuerzos específicos (según el fin que se le quiera dar al patín), en diferentes lugares. El sistema de cierre de la bota suele ser mediante cordones.
Este tipo de patines suelen ser utilizados para el hockey sobre patines o el patinaje artístico, siendo diferentes los modelos de bota, ya que el de patinaje artístico es menos robusto que el de hockey, y cuenta con un pequeño tacón, que estiliza el patinaje para darle un mayor bienestar.

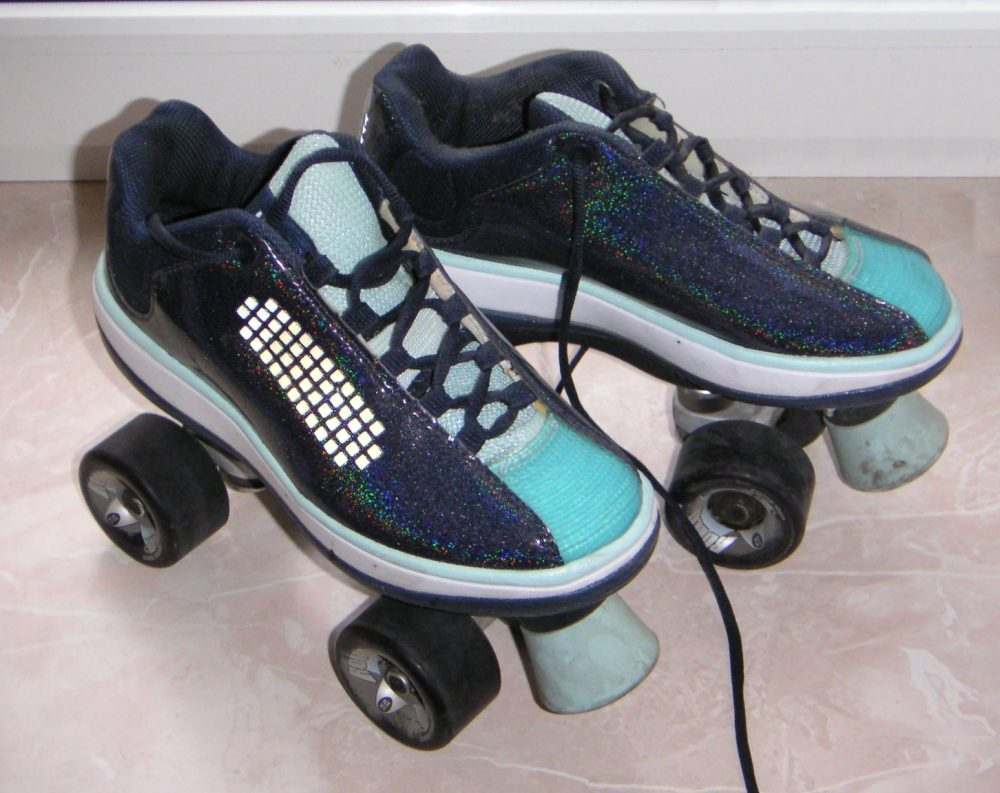
Unos patines de cuatro ruedas en paralelo modernos.

## Historia

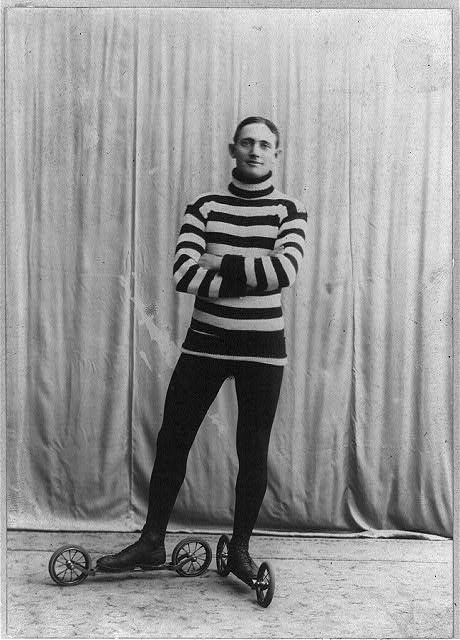
Patines en los Estados Unidos alrededor de 1905

Los primeros patines de ruedas que se conocen son de la Europa del siglo XVIII. Estos patines se utilizaron en representaciones teatrales y musicales, posiblemente para simular el patinaje sobre hielo en el escenario. El patinaje sobre ruedas primitivo se hacía en línea recta porque los giros o curvas eran muy difíciles con los diseños de patines primitivos de la época. Limitado a un accesorio de actuación ocasional en ese momento, el patinaje sobre ruedas no tendría un uso generalizado hasta la década de 1840.: 7–9 
Las camareras de una cervecería de la década de 1840 en Berlín usaban patines para atender a los clientes. El ballet y la ópera de finales de la década de 1840, como Le prophète, incluían patinaje sobre ruedas. Esto ayudó a que el patinaje sobre ruedas fuera popular por primera vez, en la Europa de 1850. Las mejoras tecnológicas también ayudaron, como las ruedas de goma en 1859 y los patines giratorios de cuatro ruedas en 1863.: 9–13    La popularidad del patinaje sobre ruedas ha fluctuado mucho desde entonces; se le llama típicamente una "locura" en sus puntos altos.
El patinaje sobre ruedas tuvo una gran popularidad entre 1880 y 1910; Los patines se produjeron en masa y el patinaje en pistas se hizo popular entre el público en general en Europa, América del Norte y del Sur, y Australia.: 25   En este período aparecieron tipos especializados de patinaje sobre ruedas, como el patinaje artístico y el patinaje de velocidad.

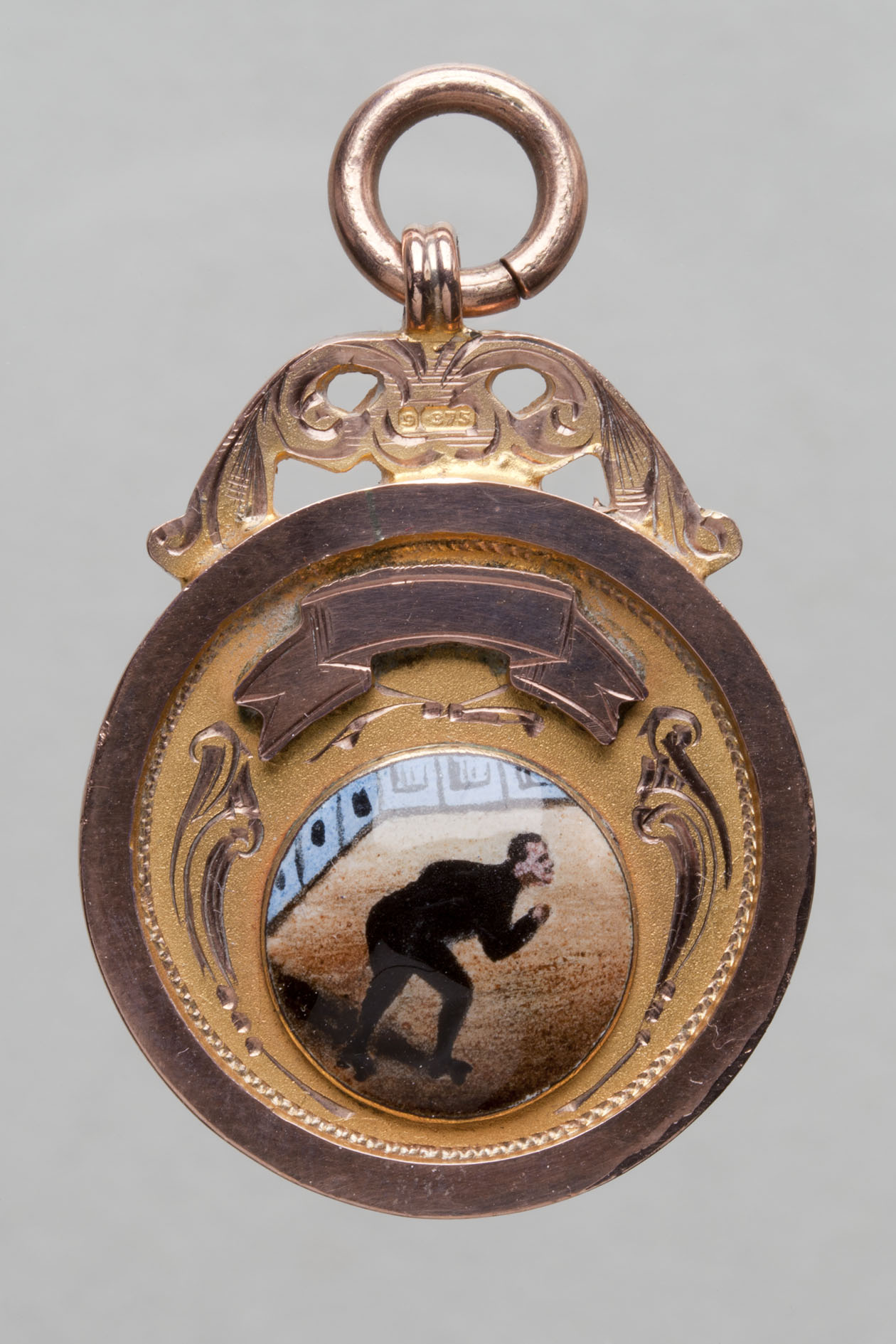
1931 Medalla otorgada a Robert Bruce por su récord mundial amateur de patinaje sobre ruedas sin parar en el Music Hall de Aberdeen. Su tiempo récord fue de 61 horas y 36 minutos.

Después de una disminución de la popularidad, el patinaje sobre ruedas se volvió a generalizar entre los años 1930 y 1950. Esta era se conoce como la edad de oro del patinaje sobre ruedas. Muchas pistas de patinaje que ofrecían música de órgano eléctrico se construyeron en todo Estados Unidos durante este período.: 89–91 
En la década de 1970, la discoteca roller se generalizó. Este estilo de patinaje se originó con la música disco predominantemente entre patinadores negros y homosexuales. A finales de los 80 y los 90, el patinaje en línea al aire libre y bajo techo (con "patines") se hizo popular. El patinaje sobre ruedas disminuyó en popularidad a principios del siglo XXI, pero volvió a ser más popular durante la pandemia de COVID.
El patinaje sobre ruedas ha estado vinculado durante mucho tiempo en Estados Unidos a los movimientos sociales afroamericanos, las comunidades de inmigrantes y la comunidad LGBT, particularmente para las mujeres, en el roller derby. Como pasatiempo, se percibe como caprichoso y es ampliamente accesible.

### Cronología histórica
- 1743: primer uso registrado de patines, en una representación teatral de Londres. Se desconoce el inventor de este patín.
- 1760: primer invento de patines registrado, por John Joseph Merlin , quien creó un patín en línea primitivo con pequeñas ruedas de metal.
- 1818: Los patines aparecieron en el escenario de ballet en Berlín.[9]
- 1819: primer diseño de patín de ruedas patentado, en Francia por M. Petitbled. Estos primeros patines eran similares a los patines en línea de hoy, pero no eran muy maniobrables. Con estos patines era difícil hacer otra cosa que moverse en línea recta y tal vez hacer giros amplios.

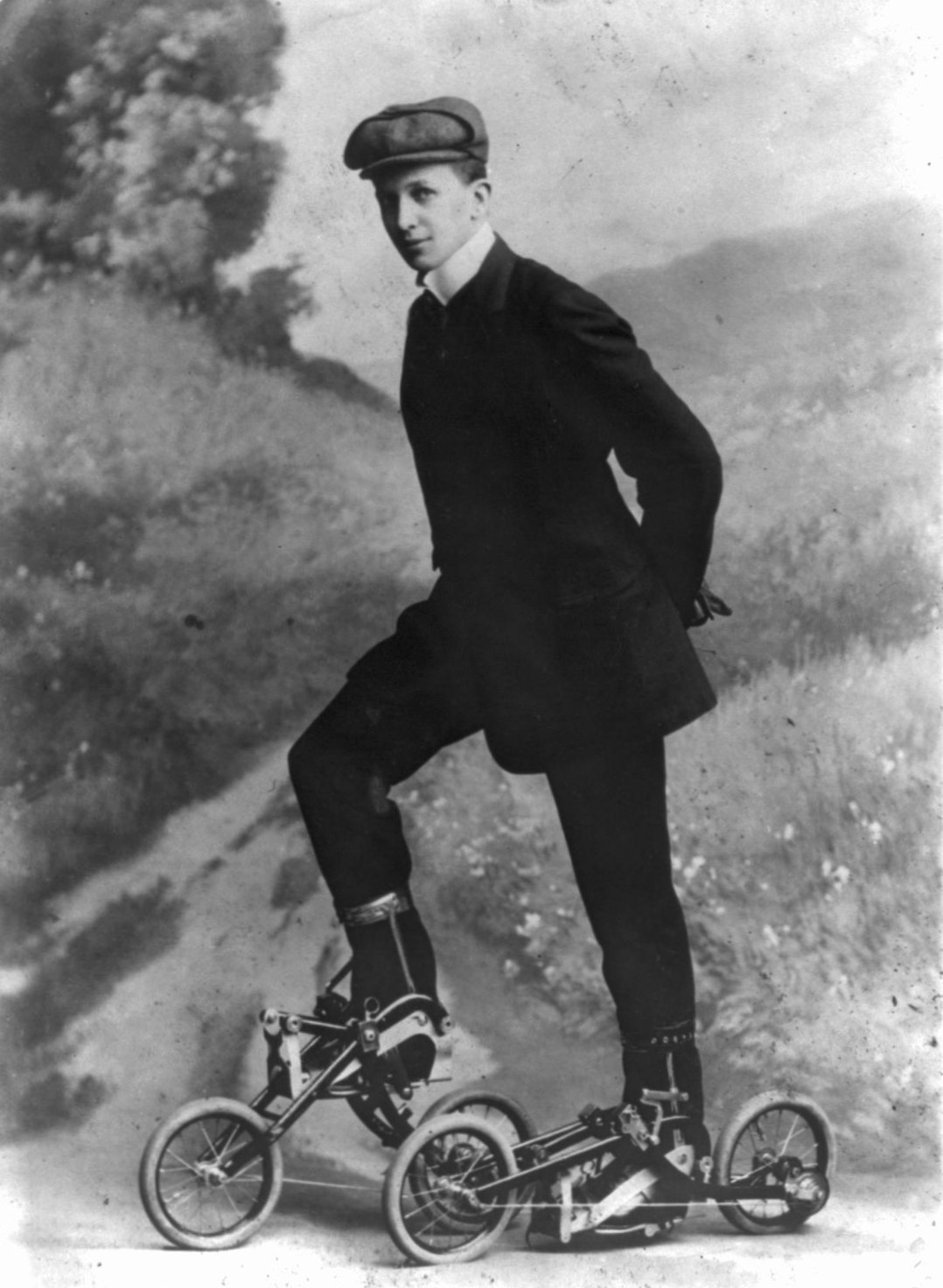
Joven sobre patines de ruedas con pedales, de Edvard Petrini, denominados Takypod en Suecia, circa 1910

- Resto del siglo XIX: los inventores continuaron trabajando para mejorar el diseño de patines.
- 1823: Robert John Tyers de Londres patentó un patín llamado Rolito. Este patín tenía cinco ruedas en una sola fila en la parte inferior de un zapato o bota.[11]
- 1857: El pasatiempo del patinaje sobre ruedas ganó suficiente impulso como para justificar la apertura de las primeras pistas de patinaje públicas. The Strand, London y Floral Hall tuvieron estas primeras pistas de patinaje.[12]
- 1863: El patín giratorio de cuatro ruedas, o patín cuádruple , con cuatro ruedas colocadas en dos pares de lado a lado (delantero y trasero), fue diseñado por primera vez en la ciudad de Nueva York por James Leonard Plimpton en un intento de mejorar diseños anteriores. El patín contenía una acción de pivote utilizando un cojín de goma que permitía al patinador patinar una curva simplemente presionando su peso hacia un lado o hacia el otro, más comúnmente inclinándose hacia un lado. Fue un gran éxito, tanto que las primeras pistas públicas de patinaje sobre ruedas se abrieron en 1866, primero en la ciudad de Nueva York por Plimpton en su tienda de muebles y luego en Newport, Rhode Island, con el apoyo de Plimpton. El diseño del patín cuádruple permitía giros y maniobrabilidad más fáciles, y el patín cuádruple llegó a dominar la industria durante más de un siglo.
- 1875: La pista de patinaje sobre ruedas en Plymouth, Inglaterra, celebró su primera competición.[13]
- 1876: William Brown en Birmingham, Inglaterra, patentó un diseño para las ruedas de los patines. El diseño de Brown encarnaba su esfuerzo por mantener separadas las dos superficies de apoyo de un eje, fijas y móviles. Brown trabajó en estrecha colaboración con Joseph Henry Hughes , quien redactó la patente de una pista de rodamientos de bolas o de rodillos para ruedas de bicicletas y carruajes en 1877. La patente de Hughes incluía todos los elementos de un sistema ajustable. Estos dos hombres son, por tanto, responsables de las modernas ruedas de patines y patinetas, así como de la inclusión de las pistas de rodamientos de bolas en los velocípedos, que luego se convertirían en motos y automóviles. Este fue posiblemente el avance más importante en el uso realista de los patines como pasatiempo placentero.

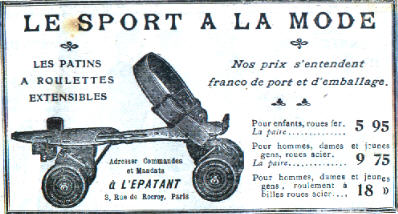
Un anuncio publicitario de un modelo de patín de principios del que se ajusta a los zapatos normales. París, 1908

- 1876: Se patenta por primera vez el tope. Este implemento de frenado proporcionó a los patinadores la capacidad de detenerse rápidamente al inclinar el patín sobre la punta. Los topes todavía se utilizan hoy en día en la mayoría de los patines cuatro ruedas, así como en algunos tipos de patines en línea.
- 1877: Se erige el edificio del anillo de patinaje cubierto Royal Skating, rue Veydt, Bruselas.[14]
- Década de 1880: los patines de ruedas se producían en masa en Estados Unidos. Este fue el primero de varios períodos de auge del deporte. Micajah C. Henley de Richmond, Indiana, produjo miles de patines cada semana durante el pico de ventas. Los patines Henley fueron el primer patín con tensión ajustable mediante un tornillo, el antepasado del mecanismo kingbolt en los patines cuádruples modernos.
- 1884: Levant M. Richardson recibió una patente para el uso de rodamientos de bolas de acero en ruedas de patines para reducir la fricción, lo que permite a los patinadores aumentar la velocidad con el mínimo esfuerzo.
- 1898: Richardson fundó Richardson Ball Bearing and Skate Company, que proporcionaba patines a la mayoría de los corredores de patinaje profesionales de la época, incluida Harley Davidson (sin relación con la marca de motocicletas Harley-Davidson).[1]

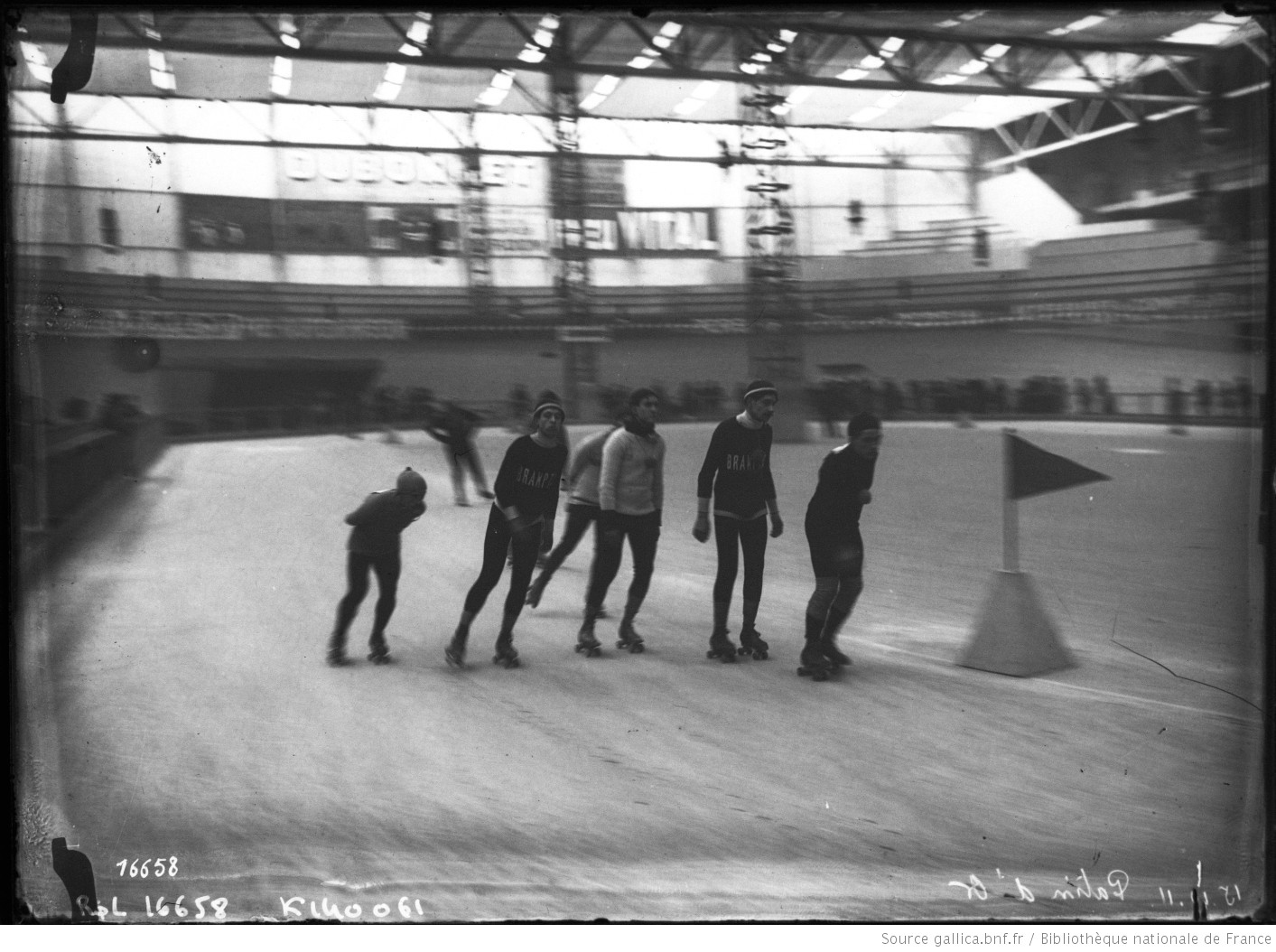
Una competencia de resistencia de patinaje sobre ruedas de 24 horas en París, celebrada en 1911.

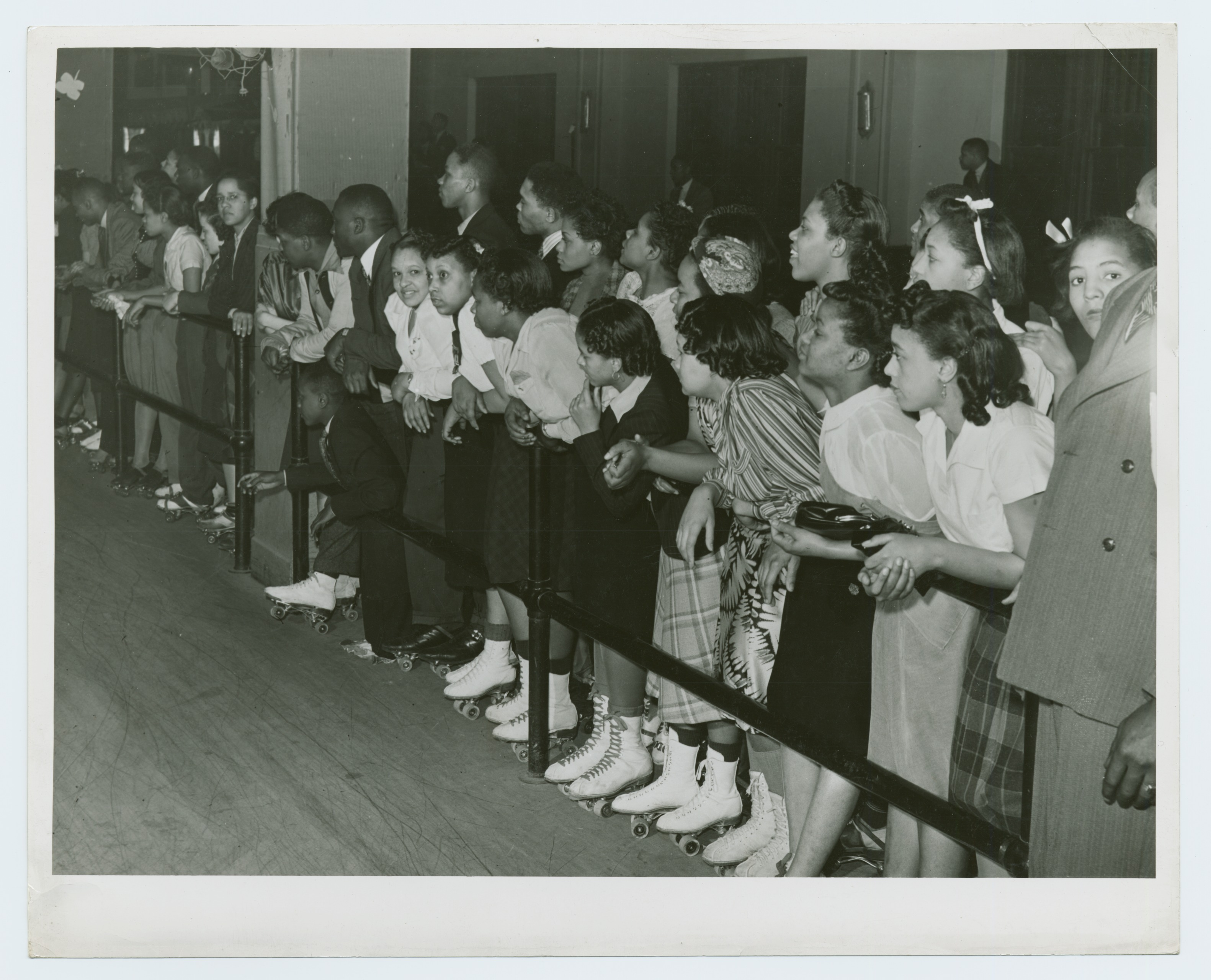
Una multitud de patinadores mira una exhibición en Chicago en 1939.

- El diseño del patín de cuatro ruedas en paralelo se ha mantenido esencialmente sin cambios desde entonces, y se mantuvo como el diseño de patín de ruedas dominante hasta casi el final del siglo XX. El patín de cuatro ruedas ha comenzado a regresar recientemente debido a la popularidad del roller derby y el jam skating.
- 1900: The Peck & Snyder Company patentó un patín en línea con dos ruedas.[15]
- 1902: El Chicago Coliseum abrió una pista de patinaje pública. Más de 7.000 personas asistieron a la noche de inauguración.[11]
- 1935: El Chicago Coliseum alberga el primer Roller Derby Transcontinental con un par de hombres y mujeres y Chicago se convierte en el lugar de nacimiento del Roller Derby.[16]

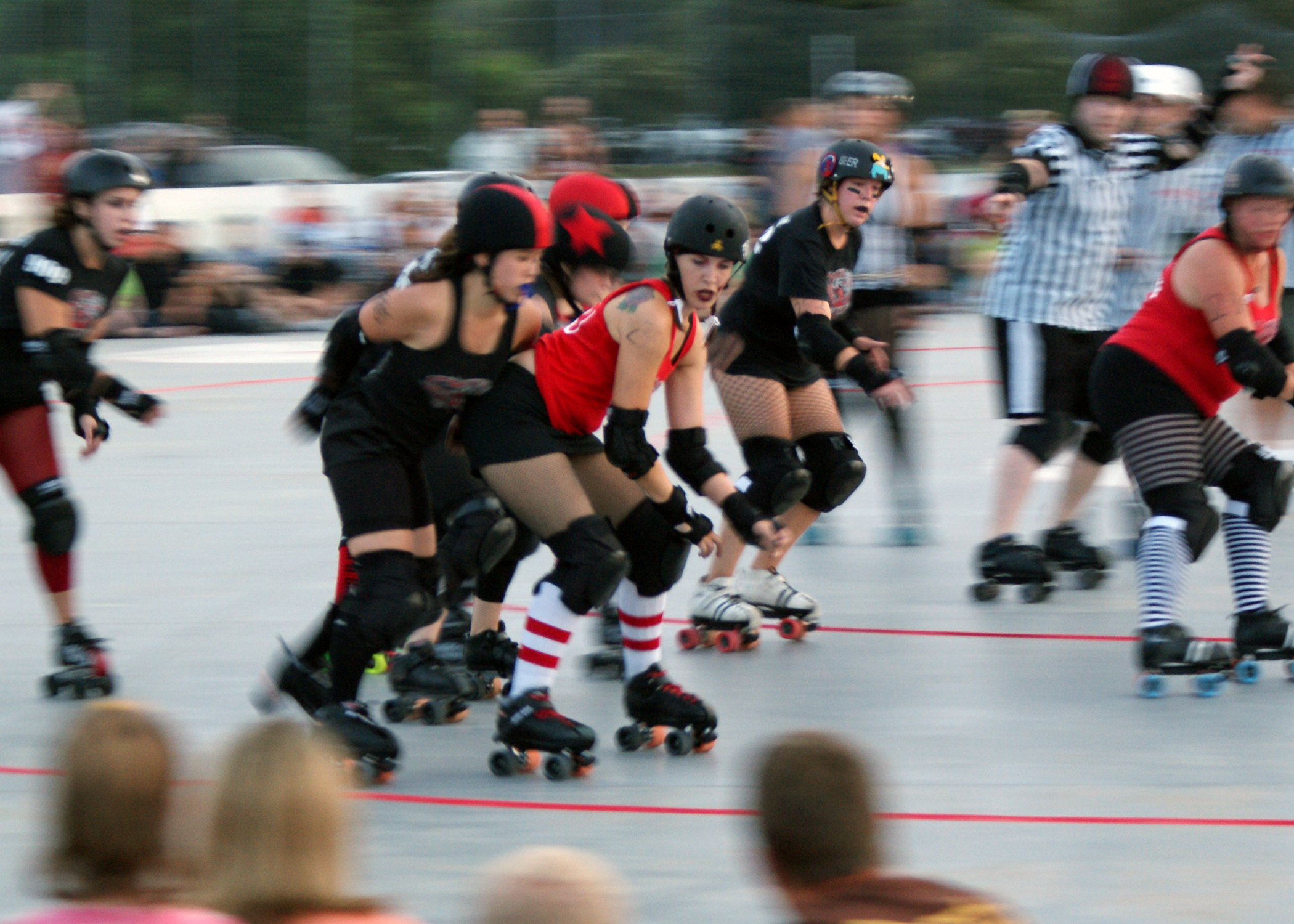
Roller Derby.

- 1937: Patinaje sobre ruedas, el deporte fue organizado a nivel nacional por la Asociación de propietarios de pistas de patinaje sobre ruedas y el inicio de la edad de oro del patinaje sobre ruedas[17]
- 1977: DEFA, el estudio de cine estatal de Alemania Oriental, utilizó patines en línea que parecían patines de hielo en la película Die zertanzten Schuhe, basada en el cuento de hadas Las doce princesas bailarinas, en algunas escenas invernales en un lago helado.
- 1979: Scott Olson y Brennan Olson de Minneapolis, Minnesota se encontraron con un par de patines en línea creados en la década de 1960 por la Chicago Roller Skate Company y, al ver el potencial del entrenamiento de hockey fuera del hielo, se dedicaron a rediseñar los patines con materiales modernos y unir botas de hockey sobre hielo. Pocos años después de Scott Olson comenzó en gran medida la promoción de los patines y puso en marcha la compañía Rollerblade, Inc..

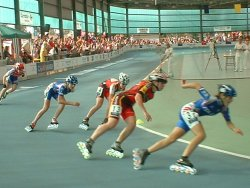
Competición de patinaje de velocidad con patines con ruedas en línea, Campeonato de Europa de 2004.

- 1983: El presidente Ronald Reagan declaró en octubre el mes nacional del patinaje sobre ruedas.
- 1993: Active Brake Technology, Rollerblade, Inc. desarrolló ABT o Active Brake Technology para aumentar la seguridad.[18]
- 2020–2021: Hay escasez de patines en todo el mundo debido a la pandemia de COVID-19 .[19][20]

## Disciplinas
- Patinaje artístico sobre ruedas: como el patinaje artístico sobre hielo y, más recientemente, patinaje en línea artístico. El patinaje artístico sobre ruedas tradicional tiene algunas características únicas en comparación con el hielo: la capacidad para realizar trucos sobre dos ruedas o dos ruedas traseras laterales.
- Hockey sobre patines: se practica en el gimnasio; es el alter ego de hockey sobre hielo y más recientemente, el hockey sobre patines en línea
- Roller Derby: deporte de contacto fuerte entre jugadores.
- Quadskate: deporte extremo que se practica en Skatepark o street; consiste en realizar saltos y distintos trucos utilizando diferentes spots.

## Características técnicas

### Ruedas
Las ruedas tienen un diámetro que depende de la disciplina practicada: de 72 mm (ocio o hockey) a 110 mm para carreras de velocidad. También hay ruedas de 125 mm, no aceptadas en competición federal. Cuanto más grandes son las ruedas, más rápido ruedan y más inercia retienen. Por otro lado, requieren mayor esfuerzo para lanzar el patín y perjudican la maniobrabilidad. Por el contrario, los diámetros pequeños son más maniobrables, pero menos rápidos. Se encuentran en prácticas acrobáticas (calle, slalom, etc.) y en hockey.
La dureza de la rueda se mide en una escala de 0 a 100 (siendo 100 la más dura). En el patinaje sobre ruedas, la dureza generalmente se clasifica en la escala A de 74 a 100 (74A, 78A, 82A, 88A y 100A). Una rueda blanda (por debajo de 82A) tiene más agarre y se desgastará más rápidamente. Una rueda dura (82A y superior) será más rápida y se desgastará menos rápidamente, además de ser más resbaladiza, especialmente en curvas de alta velocidad o en superficies mojadas.

### Pletina de base
Cuanto más corta y baja sea, más maniobrable y receptiva será. Su longitud generalmente determina el tamaño de las ruedas que se le pueden montar.
Las pletinas pueden ser de plástico (roller fitness o street), aluminio o carbono. Las placas de aluminio son las más comunes.
El número de ruedas previstas para una pletina depende de la disciplina. Así podemos encontrar modelos:
- los rodillos de dos ruedas se utilizan en patinaje todoterreno y estilo libre;
- con tres ruedas, lo que permite aumentar el diámetro manteniendo un marco relativamente bajo, al caminar o a gran velocidad;
- cuatro ruedas, el estándar actual;
- con cinco ruedas, generalmente en patinaje sobre ruedas cuesta abajo, lo que permite mayor soporte y agarre;
- de seis ruedas, configuración anecdótica, muy poco manejable, pensada para el descenso en línea recta.

### Rodamientos
Los rodamientos para patines de ruedas generalmente se clasifican según la norma ABEC. Aunque no se adapte, sigue siendo una referencia utilizada por casi todos los fabricantes de rodamientos. Generalmente se acepta que cuanto mayor sea el índice ABEC, mejor será el rodamiento, pero esto es un error: la norma ABEC define el índice de tolerancia de los rodamientos de bolas (tamaño y perfección de la esfera), y no la calidad total de rotación; la ausencia de referencia al material utilizado no permite vincular un índice ABEC únicamente a la calidad del rodamiento (longevidad, rodadura, resistencia).